# 互先
互先（たがいせん）は、囲碁の手合割の一つ。

## 概要
ハンデキャップのない対局を指し、棋力が近い場合に採用される。
囲碁は単純に目数で勝敗を決するとすると先手が有利であるため、一局で勝敗を決する場合、コミを用いて先手（黒）と後手（白）の均衡を図る。日本では2000年代以降、後手に6目半のコミを与える（先手が7目以上リードしていないと勝ちとしない）のが一般的となっている。先手・後手はニギリによって決められる。
互先の用語はもともとコミの無い時代に、互いに先（交互に白黒）を持つところからきている。
棋力に差がある場合には定先や置き碁を採用する。